# Chi phối cách
Trong lĩnh vực ngôn ngữ học, chi phối cách (case government) là sự chi phối (government) cách ngữ pháp của một danh từ, trong đó có một động từ hay một giới từ 'chi phối' cách trong phần phụ cụm danh từ của nó (v.d. trong tiếng Đức, für (cho, đối với) chi phối nghiệp cách: für mich 'đối với tôi-acc.'). Sự chi phối này có thể bổ nghĩa cho động từ, kể cả các nghĩa không liên quan, một cách đáng kể.
Sự chi phối cách là một khái niệm quan trọng với nhiều cách ngữ pháp khác biệt trong các ngôn ngữ (v.d. tiếng Phần Lan và tiếng Nga). Nó đóng vai trò ít hơn trong tiếng Anh vì ngôn ngữ này không dựa vào cách ngữ pháp, trừ trường hợp phân biệt các đại từ chủ ngữ (I, he, she, we, they) với tân ngữ (me, him, her, us, them). Tuy nhiên, không có sự chi phối thực sự trong tiếng Anh cả, nhưng nếu các đại từ chủ ngữ đã nói trên được hiểu là đại từ thông thường trong nghiệp cách thì xuất hiện trong câu, chẳng hạn: He found me ("Anh ta đã tìm thấy tôi", không phải *He found I).

## Giới từ
Trong tiếng Đức tiêu chuẩn, có các giới từ chi phối từng cách trong ba cách gián tiếp sau: nghiệp cách, vị cách và thuộc cách. Phần lớn của việc đánh dấu cách trong tiếng Đức được quan sát theo các yếu tố bổ nghĩa cho danh từ (v.d. từ hạn định, tính từ). Trong những cách gián tiếp đó (v.d. không phải chủ cách), các giới từ được cung cấp chỉ ra các cách khác nhau: ohne 'không có' chi phối nghiệp cách, mit 'với' chi phối vị cách và wegen 'bởi vì' chi phối thuộc cách. Ví dụ về Löffel 'thìa, muỗng' (giống đực), Messer 'dao' (giống trung) và Gabel 'nĩa' (giống cái) là những cụm danh từ xác định cho một trong bốn cách, được phân tích trong bảng sau:
| Cách        | Giống                                                        | Giống                                                    | Giống                                           |
| Cách        | Đực                                                          | Trung                                                    | Cái                                             |
| ----------- | ------------------------------------------------------------ | -------------------------------------------------------- | ----------------------------------------------- |
| Chủ cách    | dercái.M.NOMLöffelmuỗng'cái muỗng'                           | dascon.N.NOMMesserdao'con dao'                           | diecái.F.NOMGabelnĩa'cái nĩa'                   |
| Nghiệp cách | ohnekhông códencái.M.ACCLöffelmuỗng'không có muỗng'          | ohnekhông códascon.N.ACCMesserdao'không có dao'          | ohnekhông códiecái.F.ACCGabelnĩa'không có nĩa'  |
| Vị cách     | mitvớidemcái.M.DATLöffelmuỗng'với cái muỗng'                 | mitvớidemcon.N.DATMesserdao'với con dao'                 | mitvớidercái.F.DATGabelnĩa'với cái nĩa'         |
| Thuộc cách  | wegenbởi.vìdescái.M.GENLöffel-smuỗng-M.GEN'bởi vì cái muỗng' | wegenbởi.vìdescon.N.GENMesser-sdao-N.GEN'bởi vì con dao' | wegenbởi.vìdercái.F.GENGabelnĩa'bởi vì cái nĩa' |

Ngoài ra còn có giới từ hai chiều chi phối vị cách khi cụm giới từ ám chỉ vị trí (ở đâu?), chi phối nghiệp cách khi ám chỉ hướng (từ/đến đâu?).
| a. | introngsein-emcủa.ông.ta-M.DATPalastcung điện'trong cung điện của ông ta' | b. | invào.trongsein-encủa.ông.ta-M.ACCPalastcung điện'và trong cung điện của ông ta' |